# أنجيل روبيو
أنجيل روبيو (بالإنجليزية: Angel Rubio)‏ هو لاعب كرة قدم أمريكية أمريكي، ولد في 12 أبريل 1975 في لوس أنجلوس في الولايات المتحدة.

## وصلات خارجية
- أنخيل (اسم) روبيو على موقع مرجع كرة القدم المحترفة.كوم (الإنجليزية)
- أنخيل (اسم) روبيو على موقع JustSportsStats.com (الإنجليزية)